# Curimata incompta
Curimata incompta är en fiskart som beskrevs av Vari, 1984. Curimata incompta ingår i släktet Curimata och familjen Curimatidae. IUCN kategoriserar arten globalt som livskraftig. Inga underarter finns listade i Catalogue of Life.